# 小川孔輔
小川 孔輔（おがわ こうすけ、1951年10月23日 - ）は、日本の経営学者。法政大学経営学部名誉教授、法政大学大学院イノベーション・マネジメント研究科教授(元スクール長)。元法政大学経営学部長。元京都女子大学現代社会学部非常勤講師。日本マーケティング学会元代表理事。オフィスわん有限会社代表取締役社長。
マーケティングが専門で、特にサービス業、食品業界、飲食業界、農業、広告業に関する知見が深い。
趣味はマラソン、読書、執筆活動。愛称は『小川先生』、『おがわんこ先生』、『わんこ先生』、『わんこ』。

## 経歴
秋田県能代市生まれ。1974年東京大学経済学部卒業。78年同大学院博士課程中退。1982年～1984年米国カリフォルニア大学バークレー校客員研究員。1976年法政大学経営学部研究助手、77年専任講師、79年助教授、86年教授。イノベーション・マネジメント研究科教授。
1990年 法政大学市ヶ谷計算センター所長（～92年）
1992年〜1994年法政大学ビジネススクールプログラム・ディレクター。
1994年2月〜同年3月シドニー大学ビジネススクール客員教授。
1996年〜1999年法政大学産業情報センター所長。
2000年〜現在 日本フローラルマーケティング協会会長。
2002年〜2004年法政大学経営学部長。
2004年〜2022年法政大学経営大学院イノベーションマネジメント研究科教授。
2006年学会誌『マーケティングサイエンス』編集長。
2006年〜現在MPSジャパン（花の環境認証会社）を創業（取締役）。
2007年〜2010年京都工芸繊維大学特任教授。
2007年〜現在経済産業省サービス生産性協議会CSI委員会座長。
2009年〜10年日本チューリップ協会会長。
2010年〜12年法政大学経営大学院イノベーションマネジメント研究科スクール長。
2013年〜15年日本マーケティング・サイエンス学会代表理事。
2016年〜2017年法政大学経営大学院イノベーションマネジメント研究科・学科長（再登板）。
2016年〜2021年オーガニック・エコ農と食のネットワーク（NOAF）（代表幹事）。
2017年〜2019年京都女子大学現代社会学部非常勤講師。
2018年〜2022年株式会社アールビーズ非常勤取締役（社外取締役）。
2022年〜現在法政大学名誉教授。

## 著書
- 『世界のフラワービジネス』にっかん書房 1991
- 『花ビジネスで成功する法』草土出版 1993
- 『ブランド戦略の実際』日本経済新聞社 日経文庫　1994
- 『当世ブランド物語 ユニークなブランドを創った十四の物語』誠文堂新光社 1999
- 『マーケティング情報革命 オンライン・マーケティングがビジネスを変える』有斐閣 1999
- 『ガーデニング流通 ホームセンターの動向と植物の生産・供給』グリーン情報 2000
- 『よくわかるブランド戦略 入門マネジメント&ストラテジー』日本実業出版社 2001
- 『誰にも聞けなかった値段のひみつ』日本経済新聞社 2002
- 『花を売る技術 5つのポイント』誠文堂新光社 2005
- 『マーケティング入門 マネジメント・テキスト』日本経済新聞出版社 2009
- 『お客に言えない!利益の法則 身近なモノの値段から儲けの仕組みがわかります!』青春出版社 2011
- 『しまむらとヤオコー 小さな町が生んだ2大小売チェーン』小学館 2011
- 『フラワーマーケティング入門 花が売れるしくみのつくりかた』誠文堂新光社 2013
- 『CSは女子力で決まる!』生産性出版 2014
- 『マクドナルド失敗の本質 賞味期限切れのビジネスモデル』東洋経済新報社 2015
- 『「値づけ」の思考法　買いたくなる価格には必ず理由がある』本実業出版社 2019
- 『 青いりんごの物語: ロック・フィールドのサラダ革命』PHP研究所 2022
- 『史上最強のホームセンター　常識破りのホームデポ経営戦略』ダイヤモンド社 2023

### 共編著・監修
- 『POSとマーケティング戦略』法政大学産業情報センター共編 有斐閣 1993
- 『花のしごと基礎講座 フラワービジネスを学ぶ』細野真喜子, 法政大学産業情報センター共編 農村文化社 1996
- 『メーカーベンダーのマーケティング戦略 製造・卸売一体化の効率経営』大山健太郎共著 ダイヤモンド社 1996
- 『ブランド・リレーションシップ』法政大学産業情報センター共編 同文舘出版 2003
- 『クイック・ハンドブック 花屋さんマーケィング読本 check & step up』監修 日本フローラルマーケティング協会編 草土出版 2005
- 『有機農産物の流通とマーケティング』酒井理共編著者代表 農山漁村文化協会 2007
- 『メディアの循環「伝えるメカニズム」

岩崎達也共編著 生産性出版 法政大学イノベーション・マネジメント研究センター叢書 2017
- 『サービスエクセレンス: CSI診断による顧客経験の可視化』小野 譲司, 森川 秀樹共編著 生産性出版 2021

### 翻訳
- バーバラ・E.カーン, レイ・マッカリスター『グローサリー・レボリューション 米国パッケージ商品業界の経験』中村博共監訳 同文舘出版 2000
- ロバート・ブラットバーグ,ゲイリー・ゲッツ,ジャクリーン・トーマス『顧客資産のマネジメント カスタマー・エクイティの構築』小野譲司共監訳 ダイヤモンド社 2002
- R.P.フィスク, S.J.グローブ, J.ジョン『サービス・マーケティング入門』戸谷圭子共監訳 法政大学出版局 2005
- ジャン・クロード・ウズニエ, ジュリー・アン・リー『異文化適応のマーケティング』本間大一共監訳 ピアソン桐原 2011
- V・カストゥーリ・ランガン『流通チャネルの転換戦略 チャネル・スチュワードシップの基本と導入』監訳 小川浩孝訳 ダイヤモンド社 2013
- ビル・ジョージ『True Northリーダーたちの羅針盤 「自分らしさをつらぬき」成果を上げる』監訳 林麻矢訳 生産性出版 2017

## 論文
- ＜小川孔輔

## 関連人物
- 大久保あかね